# Емре Мор
Емре Мор (тур. Emre Mor, нар. 24 липня 1997, Копенгаген) — данський і турецький футболіст, атакувальний півзахисник клубу «Фенербахче» та національної збірної Туреччини.

## Клубна кар'єра
Народився 24 липня 1997 року в Копенгагені в родині вихідців з Туреччини. Вихованець юнацьких команд футбольних клубів «Бреншей» і «Люнгбю».
У січні 2015 року залишив академію «Люнгбю» і перейшов до юнацької команди «Нордшелланда», того ж року уклавши з цим клубом свій перший професійний контракт. Наприкінці листопада 2015 року 18-річний гравець уперше вийшов на поле у складі основної команди клубу.
А вже за рік молодого турка запросили до дортмундської «Боруссії», з якою він уклав п'ятирічний контракт. Протягом сезону 2016/17 Мор взяв участь у 12 матчах Бундесліги, здебільшого виходячи на заміну.
29 серпня 2017 року перейшов до іспанського клубу «Сельта», в команді якого почав отримувати більше ігрової практики, зокрема відігравши у 23 матчах Ла-Ліги  сезону 2017/18.

## Виступи за збірні
2013 року дебютував у складі юнацької збірної Данії, взяв участь у 31 іграх на юнацькому рівні, відзначившись 5 забитими голами.
Утім 2016 року погодився надалі захищати кольори своєї історичної батьківщини й наприкінці березня отримав свій перший виклик до молодіжної збірної Туреччини.
За два місяці, у травні 2016, 18-річний фланговий нападник отримав свій перший виклик й до національної збірної Туреччини. Того ж місяця був включений до заявки національної команди для участі у чемпіонату Європи 2016 у Франції.
| Дата      | Місто     | Господарі          | Результат | Гості      | Турнір             | Голи | Примітки |
| --------- | --------- | ------------------ | --------- | ---------- | ------------------ | ---- | -------- |
| 29-5-2016 | Анталія   | Туреччина          | 1 – 0     | Чорногорія | товариський матч   | -    | 46'      |
| 5-6-2016  | Любляна   | Словенія           | 0 – 1     | Туреччина  | товариський матч   | -    | 46' 56'  |
| 12-6-2016 | Париж     | Туреччина          | 0 – 1     | Хорватія   | ЧЄ 2016 - 1-й етап | -    | 69'      |
| 21-6-2016 | Ланс      | Чехія              | 0 – 2     | Туреччина  | ЧЄ 2016 - 1-й етап | -    | 69'      |
| 31-8-2016 | Анталія   | Туреччина          | 0 – 0     | Росія      | товариський матч   | -    | 85'      |
| 5-9-2016  | Загреб    | Хорватія           | 1 – 1     | Туреччина  | Відбір до ЧС 2018  | -    | 84'      |
| 6-10-2016 | Конья     | Туреччина          | 2 – 2     | Україна    | Відбір до ЧС 2018  | -    | 87'      |
| 9-10-2016 | Рейк'явік | Ісландія           | 2 – 0     | Туреччина  | Відбір до ЧС 2018  | -    | 53'      |
| 24-3-2017 | Анталія   | Туреччина          | 2 – 0     | Фінляндія  | Відбір до ЧС 2018  | -    | 72'      |
| 27-3-2017 | Ескішехір | Туреччина          | 3 – 1     | Молдова    | товариський матч   | 1    | 83'      |
| 5-6-2017  | Скоп'є    | Північна Македонія | 0 – 0     | Туреччина  | товариський матч   | -    | 62' 76'  |
| 11-6-2017 | Шкодер    | Косово             | 1 – 4     | Туреччина  | Відбір до ЧС 2018  | -    | 80'      |
| 5-9-2017  | Ескішехір | Туреччина          | 1 – 0     | Хорватія   | Відбір до ЧС 2018  | -    | 70'      |
| 6-10-2017 | Ескішехір | Туреччина          | 0 – 3     | Ісландія   | Відбір до ЧС 2018  | -    | 60'      |
| 9-10-2017 | Турку     | Фінляндія          | 2 – 2     | Туреччина  | Відбір до ЧС 2018  | -    | 75'      |
| Усього    |           | Матчів             | 15        |            | Голів              | 1    |          |

## Титули і досягнення
- Володар Кубка Німеччини (1):

«Боруссія» (Дортмунд): 2016-17
- Володар Суперкубка Туреччини (1):

«Галатасарай»: 2019
- Володар Кубка Туреччини (1):

«Фенербахче»: 2022-23